# Principes
Principes (singular Princeps) au fost lăncieri, și mai târziu spadasini, în armatele de la începutul Republicii Romane. Ei au fost bărbați în floarea vieții lor, care au fost destul de bogați, pentru a-și permite echipament decent. Ei constituiau infanteria grea a legiunii fiind echipați cu scuturi mari și o armură de buna calitate.
Poziția lor de obicei, a fost a doua linie de luptă. Principes luptau într-o formațiune de quincunx, fiind susținuți de trupele aruncătoare. Ei au fost în cele din urmă demobilizați prin reformele mariane din 107 î.Hr..